# Holograf
A Holograf egy román rockegyüttes, mely 1978-ban alakult Bukarestben. A zenekar frontembere 1985 óta Dan Bittman.

## Tagok

### Jelenlegi tagok
- Edi Petroșel (dob)
- Petrus Andrei Mihai (vokál)
- Tino Furtună (billentyűsök)
- Dan Bittman (vokál)
- Iulian Vrabete (basszus)
- Romeo Dediu (gitár)

### Korábbi tagok
- Mihai Pocorschi (gitár, vokál)
- Ionel Petrov
- Boris Petrof (dob)
- Cristian Lesciuc (gitár)
- Ștefan Rădulescu (vokál)
- Gabriel Cotabiţă (vokál)
- Nicky Temistocle
- Ion "Nuțu" Olteanu
- Florin Ochescu
- Marti Popescu
- Sorin Ciobanu
- Cornel Stănescu
- Lucian Rusu
- Eugen Sonia
- Mihai Coman

## Lemezeik

### Albumok
- Holograf 1 (Electrecord, 1983, ST-EDE 02379)
- Holograf 2 (Electrecord, 1987, ST-EDE 03080)
- Holograf 3 (Electrecord, 1988, ST-EDE 03442)
- World Full of Lies (1990, angliai kiadás)
- Banii vorbesc (Eletrecord, 1992, ST-EDE 04060)
- World Full of Lies (Captain Records, 1993)
- Stai în poala mea (Electrecord, 1995)
- 69% Unplugged (Zone Records, 1996)
- Supersonic (Media Pro Music, 1998)
- Undeva departe (1999)
- Holografica (2000)
- Pur și simplu 	(2003)
- Taina (2006)

### EP
- Patri (Electrecord, 1989, ST-ESE 03730)

### Válogatás
- Primăvara începe cu tine (2009)

## Külső hivatkozások
- Az együttes honlapja